# Hans-Peter Stark (Fußballspieler)
Hans-Peter Stark (* 16. September 1954) ist ein ehemaliger deutscher Fußballspieler, der als Aktiver von Blau-Weiß 90 Berlin in den Jahren 1984 bis 1989 145 Bundesligaspiele absolviert hat, davon 1986/87 18 Spiele in der Bundesliga.

## Laufbahn

### Amateur, bis 1984
Sportlich aufgewachsen ist Hans-Peter Stark beim SC Union 06 Berlin. Die ersten Höhepunkte in seiner noch jungen Karriere erlebte er 1975/76 mit dem Einzug von Union in die Aufstiegsrunde zur 2. Bundesliga Nord und dem Auftritt in der ersten Hauptrunde im DFB-Pokal 1976/77 gegen den VfL Osnabrück. Im letzten Jahr der Fußballnationalmannschaft der Amateure, 1979, wurde er von dem damaligen DFB-Trainer Erich Ribbeck in den neu zusammengestellten Kader der Amateur-Länderelf berufen. Der DFB hatte sich von dem Modell der „Olympia-Amateure“ gelöst und ging die Qualifikationsspiele zur Olympiade 1980 erstmals seit 1972 wieder mit Spielern aus dem tatsächlichen Amateurbereich an. Stark bestritt die drei Olympiaqualifikationsspiele im September/Oktober 1979 gegen Finnland und Norwegen. Beim Debütspiel am 13. September in Oberhausen gegen Finnland feierte der defensive Mittelfeldspieler mit seinen Mannschaftskameraden Valentin Herr, Roland Dickgießer und Arno Wolf einen 2:0-Sieg. Das Spiel am 26. September in Trondheim gegen Norwegen verlor die deutsche Auswahl mit 0:2 Toren und am 10. Oktober trennte man sich torlos 0:0 im Rückspiel in Helsinki gegen Finnland. In den letzten zwei Länderspielen in der Geschichte der Amateurnationalmannschaft am 31. Oktober und 14. November 1979 kam der Mann von Union 06 nicht mehr zum Einsatz.
Über die Zwischenstation Hertha Zehlendorf kam er 1983 zu Blau-Weiß 90 Berlin und feierte auf Anhieb 1983/84 unter Trainer Stefan Sprey und mit den weiteren Neuzugängen Holger Gehrke, Michael Schmidt, Norbert Bebensee, Jürgen Haller und Leo Bunk die Meisterschaft in der AOL Berlin und damit den Einzug in die Aufstiegsrunde zur 2. Fußball-Bundesliga. Stark gehörte dem Stammspielerkreis der Mariendorfer an, die sich gegen die Konkurrenten FC St. Pauli, FC Gütersloh, 1. FC Bocholt und den SV Lurup durchsetzen konnten und den Aufstieg in die 2. Bundesliga bewerkstelligten. Finanziell hatte dazu der „Sportliche Leiter“ Konrad Kropatschek, ein im Fränkischen wohnender Deutsch-Rumäne mit seiner Werbeagentur „Hertfelder“ die Voraussetzungen geschaffen.

### Bundesliga. 1984 bis 1989
Unter Trainer Bernd Hoss – er hatte im September 1984 Stefan Sprey abgelöst – kam der Aufsteiger am Ende auf Platz sieben ein und war damit gleich um sieben Positionen besser als Lokalrivale Hertha BSC, der sich mit den zwei gewonnenen Derbys trösten musste. Stark absolvierte im ersten Jahr in der 2. Bundesliga 32 Spiele an der Seite seiner Mitspieler Norbert Bebensee, Leo Bunk, Egon Flad, Jörg Gaedke, Jürgen Haller und Reinhard Mager.
Das zweite Spieljahr in der 2. Bundesliga, 1985/86, begann für Blau-Weiß 90 durchwachsen. Mit 21:17 Punkten belegten Stark und Kollegen nach 19 Spieltagen der Vorrunde den sechsten Tabellenplatz. Angeführt wurde die 2. Liga von Fortuna Köln und dem FC Homburg mit jeweils 26:12 Punkten. Die zwei weiteren Berlin-Vertreter Hertha BSC und Tennis Borussia standen auf dem 15. beziehungsweise 19. Rang. Es wurde im Finale der Rückrunde am 34. Spieltag vor 60.000 Zuschauern zwar das Spitzenspiel gegen den FC Homburg verloren, dafür aber am 36. Spieltag Fortuna Köln mit 3:1 Toren geschlagen und damit vier Punkte Abstand zum vierten Platz in der Tabelle geschaffen. Die Mannschaft von Präsident Hans Löring gab in den folgenden zwei Nachholspielen gegen den SC Freiburg und Union Solingen drei weitere Punkte ab, sodass Blau-Weiß nach dem 1:1 am 4. Mai 1986 bei Hessen Kassel nicht mehr vom zweiten Tabellenplatz zu verdrängen war und der Bundesligaaufstieg feststand. Stark absolvierte 32 Spiele in der Aufstiegsrunde. Die Torschützen vom Dienst bei Blau-Weiß waren Leo Bunk mit 26 und Bodo Mattern mit 15 Treffern. Hertha und Tennis Borussia stiegen in das Amateurlager ab. Neben dem Sport war diese Runde aber überschattet durch das Bekanntwerden des finanziellen „Schneeballsystems“ der Agentur Hertfelder. Mitte 1985 brach das wacklige System von Kropatschek/Hertfelder zusammen. Erst nach Hinterlegung einer Bürgschaft von 1,15 Millionen Mark, einem zusätzlichen Bankkredit von einer halben Million Mark sowie der Übertragung der Mannschaft an den DFB hatten die Berliner die Lizenz für die Saison 1985/86 erhalten. Im Dezember 1985 kündigte der Verein schließlich der Agentur Hertfelder und engagierte stattdessen Hans Maringer, einen Sanitärgroßhändler aus Nürnberg, der als Manager und Vizepräsident fungierte und die Rechte an den Spielern erworben hatte.
In die Bundesligarunde 1986/87 startete der Aufsteiger am 9. August 1986 mit einem Heimspiel gegen den 1. FC Kaiserslautern. Vor 36.722 Zuschauern setzten sich die „Roten Teufel“ mit 4:1 Toren durch, Stark wurde in der 62. Minute für Bodo Mattern eingewechselt. Am dritten Spieltag feierte er im Mittelfeld agierend, mit dem 3:2-Erfolg gegen Borussia Mönchengladbach, den ersten doppelten Punktgewinn. Karlheinz Riedle, Neuzugang aus Augsburg, war in der 73. Minute beim Spielstand von 1:2 Toren eingewechselt worden und hatte mit zwei Treffern das Spiel noch für die Mariendorfer gedreht. Am Rundenende stand Blau-Weiß aber mit 18:50 Punkten als Absteiger fest. Stark war in 18 Spielen zum Einsatz gekommen.
Der Senior blieb nach dem Abstieg noch zwei Jahre in der 2. Bundesliga in der Mannschaft des Präsidenten Manfred Kursawa und belegte mit Blau-Weiß dabei einmal den siebten sowie den achten Tabellenplatz. Mit dem Spiel am 37. Spieltag beim FC Schalke 04, verabschiedete er sich im Juni 1989, knapp drei Monate vor seinem 35. Geburtstag, aus dem Lizenzfußball. Nochmals war Stark in 34 Spielen für die Berliner aufgelaufen und hatte mitgeholfen, die „alte Dame“ Hertha BSC, auf dem 13. Platz hinter sich zu lassen.